# Casa de Renda
La Casa de Renda és una obra de Banyoles (Pla de l'Estany) inclosa a l'Inventari del Patrimoni Arquitectònic de Catalunya.

## Descripció
Edifici de planta rectangular. Es tracta d'una construcció inicialment de planta baixa i dues plantes. Posteriorment es va afegir una tercera. La composició de la façana és acurada, amb arcades que guarneixen totes les obertures, una intencionada gradació en les dimensions d'aquestes i un curiós acabament amb formes semicirculars que li atorguen un aspecte ondulant i mòbil. En tot moment s'aprecia un predomini de la verticalitat i la utilització de mecanismes formals per contrarestar la seva alçada, com per exemple, la unificació de les obertures de la planta baixa i del primer pis en un únic element formal. Constitueix un dels nombrosos exemples d'arquitectura a Banyoles construïda pels mestres d'obres entre finals del segle xix i inicis del XX.